# De fulmine
Il De fulmine quod lucanas in terras decidit è un opuscolo del filosofo cosentino Bernardino Telesio. In esso si discute della caduta di un aerolito in Calabria, a Castrovillari, nell'anno 1583. Dopo un breve resoconto sull'accaduto, si spiega il fenomeno come prodotto dalla fuliggine che, raggiunta una notevole altezza, si condensa e ricade sulla terra.

## Contenuto dell'opera
(Lettera di Telesio a Ferrante Carafa)
Il 10 gennaio 1583, nei pressi di Castrovillari, si verificò la caduta improvvisa di un fulmen; numerosi testimoni ebbero modo di assistere al fenomeno inconsueto, che era interpretato in modo diverso dagli Aristotelici e dai filosofi naturalisti del tempo. Telesio decise di scrivere un breve commentario che fosse sia un resoconto dell'accaduto , puntuale e dettagliato, sia un contributo all'interpretazione del fatto.    
Nelle prime pagine sono esposte le notizie raccolte dalle testimonianze dei presenti: il fulmine è caduto nelle prime ore del pomeriggio, a cielo sereno, ed ha prodotto fiamme, fumo e un rumore che è stato percepito a grande distanza dal luogo in cui si è abbattuto. Il suo moto non è stato affatto rettilineo e la caduta si è conclusa su un duro masso, che è stato distrutto in mille pezzi. Effetto percepito a lungo dalle persone accorse è stato un intenso odore di  zolfo. Telesio espone e confuta le tesi interpretative più accreditate. Ritiene che sia impossibile credere alle conseguenze dell'eruzione di un vulcano, dato che non è stato percepito alcun  altro effetto dagli abitanti delle zone limitrofe; ugualmente non crede che sia accettabile la spiegazione di quanti si richiamano all'autorità di Aristotele. Quest'ultimo ha proposto di spiegare tali fenomeni come la caduta di una pietra, prima trasportata in cielo da venti, poi improvvisamente ricaduta sulla superficie terrestre; tale spiegazione è in evidente contrasto con quanto ci dimostrano i sensi, i quali rivelano che è impossibile che una pietra di grandi dimensioni possa essere trasportata in alto. Il fenomeno è dovuto, spiega il filosofo cosentino, a qualcosa che, prodotta sulla terra, solo successivamente si è elevata verso il cielo. Si tratta semplicemente di fuliggine che, a causa dell'azione del calore, ha raggiunto le più alte zone del cielo, si è condensata e, così, è divenuta tanto pesante da cadere, provocando ingenti danni, grande frastuono e paura tra coloro che hanno assistito all'evento.